# Додаток Проба
Додаток Проба (лат. Appendix Probi) — важливе джерело посткласичної латини.

## Історія
Документ був створений невідомим керівником школи приблизно в IV столітті н. е. Документ називається Додаток Проба (Appendix Probi), оскільки він знаходився в кінці рукопису, який містив тексти так званого Псевдопроба. Додаток Проба тривалий час помилково приписували Марку Валерію Пробу. Хоча текст датується четвертим століттям, він зберігся лише в рукописі з восьмого чи дев'ятого століть.
Додаток Проба є списком із 227 пар слів у двох стовпчиках. У лівій колонці — слова, які відповідають класичній латинській нормі. У правій колонці — слова, які порушують цю норму. Класична (письмова) форма і некласичні (усні) форми порівнюються між собою за схемою speculum non speclum, тобто «(треба казати) speculum, а не speclum».

## Приклади
| Додаток Проба             | Додаток Проба             | Зауваження |
| класична (письмова) форма | посткласична (усна) форма | Зауваження |
| ------------------------- | ------------------------- | --- |
| speculum                  | speclum                   | Італійською specchio, «дзеркало» — в посткласичній формі ненаголошене u зникло (синкопа: згасання голосного ненаголошеного складу) |
| columna                   | colomna                   | Італійською colonna, «стовп» |
| calida                    | calda                     | Італійською calda «тепла» (ж. рід) — у посткласичній формі ненаголошена і зникла |
| auris                     | oricla                    | Італійською orecchia, «вухо» — пост-класична форма oricla є продовженням auricula, тобто є зменшувальною формою від класичного auris; в посткласичномій формі oricla відбулася монофтонгізація au до o і ненаголошене u зникло (синкопа) |

Для дослідження походження романських мов, слова в правому стовпчику цікавіші, ніж слова в лівому. Так, наприклад, сучасні італійські еквіваленти більше схожі на посткласичні (усні) форми, ніж класичні (письмові) форми, оскільки італійська, як і інші романські мови, продовжує усну латинську мову, а не її письмовий варіант.